# 悲歌旋律
悲歌旋律，作品34，爱德华·格里格於1881年創作的弦樂作品，內容共二首短曲，取材自作品33的韋恩葉歌曲集。
作品題獻給海因里希·冯·赫尔佐根伯格。

## 背景

### 首演
不詳，格里格本人曾於倫敦（1888年）、曼徹斯特（1889年）、巴黎（1903年）等地親自指揮演出

## 分析
在這二首短曲中，旋律與基本的格局繼承自作品33，且大致不變。在配器方面，除了弓法、力度均清楚標記之外，在同一聲部中可見分部演奏（divisi）的安排。此舉顯出作曲家對弦樂器、弦樂團性能的充分把握，除了增加了色彩的可能性，更使得音樂富有格里格個人的特色。

### 配器
| - 弦樂 - 第1小提琴 - 第2小提琴 - 中提琴 - 大提琴 - 低音提琴 |

### 探微

#### 第1首
題為〈創傷〉（挪威語：Hjertesår），改編自作品33第3首。對於原曲的第1、第3段（對應韋恩葉詩作的第1、第3詩節）並未做出太多改動，旋律、和聲等特色皆比照原曲。中段由大提琴重複演奏悲戚的主題，伴奏則加上了其餘所有聲部的後半拍八分音符，這個啜泣式的節奏型增加了音樂中的苦痛感受。

#### 第2首
標題〈最後的春天〉（英語：The Last Spring），改編自作品33第2首。詩人在詩作中寫出春日將近、萬物甦醒的景象，自己則是最後一次以感恩的情懷經驗這一切。相較於作品33所使用的F♯大調，格里格將調性改為弦樂較易演奏的G大調（即提升一個半音）。
此曲的挪威語曲名為〈春〉（挪威語：Våren），原先在德語初版也尊重此一譯法（Der Frühling），現在的譯法則使非挪威語的讀者更加易於體察原來詩作中的感傷情緒。

## 改編
格里格本人曾將此作再次改編為鋼琴獨奏使用。

## 外部連結
- 悲歌旋律：国际乐谱典藏计划上的乐谱